# Chrysotus kansensis
Chrysotus kansensis är en tvåvingeart som beskrevs av Harmston 1952. Chrysotus kansensis ingår i släktet Chrysotus och familjen styltflugor.
Artens utbredningsområde är Kansas. Inga underarter finns listade i Catalogue of Life.